# Herinneringskruis voor Vrouwelijke Trouwe Dienst (Mecklenburg-Strelitz)

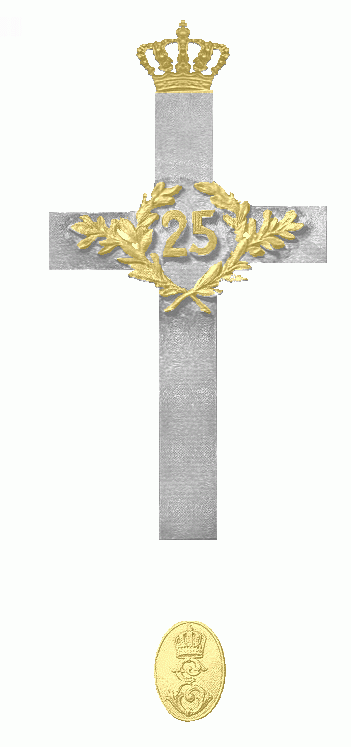
Kruis

Het Herinneringskruis voor Vrouwelijke Trouwe Dienst (Duits: Erinnerungskreuz für langjährige weibliche Diensttreue) was een onderscheiding van het groothertogdom Mecklenburg-Strelitz. In de meeste Duitse bondsstaten bestonden in de jaren voor de Eerste Wereldoorlog vergelijkbare onderscheidingen voor huispersoneel, met name vrouwelijk huispersoneel, dat langdurig in dezelfde betrekking bleef. Voor mannen bestond in vergelijkbare gevallen een Medaille van Verdienste.
De Strelitzer onderscheiding werd in 1911 door groothertog Adolf Frederik V ingesteld en verdween met de ondergang van de Mecklenburgse monarchie in november 1918.
Er waren vier kruisen:
- In goud met het getal 40
- In zilver met het getal 25 (het kruis is gedeeltelijk van goud)
- In zilver met het getal 40, uitgereikt in 1918 (het kruis is gedeeltelijk van goud)
- In zilver met het getal 30, uitgereikt in 1918 (het kruis is gedeeltelijk van goud)

In de Duitse nomenklatuur worden deze kruisen Personaldienstauszeichnungen genoemd.